# Mototeru Takagi
Mototeru Takagi (jap. 高木元輝, Takagi Mototeru, * 28. Dezember 1941; † im Dezember 2002) war ein japanischer Jazzmusiker (Saxophone, auch Bassklarinette, Pfeifen).
Mototeru Takagi spielte ab 1969 in der japanischen Free-Jazz-Szene mit Musikern wie Masahiko Togashi, Motoharu Yoshizawa, Masayuki „JoJo“ Takayanagi und im Quintett vbon Itaru Oki. 1974 trat er mit Takashi Kako, Kent Carter und Ron Pittner in Paris auf (Jazz à Maison du Japon, Paris). In den folgenden Jahren arbeitete er weiterhin mit Sabu Toyozumi, Toshinori Kondō sowie mit den in Japan gastierenden Milford Graves, Henry Kaiser und Derek Bailey. Im Bereich des Jazz war er laut Tom Lord zwischen 1969 und 1987 an 17 Aufnahmesessions beteiligt.

## Diskographische Hinweise
- Masahiko Togashi/Mototeru Takagi: Isolation (Nippon Columbia 1969)
- Milford Graves: Meditation Among Us (Kitty, 1977)
- Derek Bailey/Mototeru Takagi: Live at FarOut, Atsugi 1987 (NoBusiness Records, 1987, ed.2020)
- Live at Little John, Yokohama 1999 (NoBusiness Records, ed. 2021), mit Susumu Kongo, Nao Takeuchi, Shota Koyama